# ایوان رومرو (بازیکن فوتبال، زاده ۲۰۰۱)
ایوان رومرو (انگلیسی: Iván Romero؛ زادهٔ ۱۰ آوریل ۲۰۰۱) بازیکن فوتبال است.

## دوران باشگاهی
رومرو متولد لا سولانا، سیوداد رئال، کاستیا-لامانچا است. وی در سپتامبر ۲۰۱۷، از آلباسه بالومپیه، به مجموعه جوانان سویا پیوست و اولین بازی خود را برای بزرگسالان سویا بی در ۱۴ دسامبر ۲۰۱۹ در جریان تساوی بدون گل در رقابت‌های سگوندا دیویسیون بی مقابل کلاب ریکراتیو گرانادا انجام داد.
در ۸ آوریل ۲۰۲۱ او قرارداد خود را تا سال ۲۰۲۴ تمدید کرد و فصل را با ۱۲ گل به پایان رساند.
او اولین بازی خود برای باشگاه فوتبال سویا در لا لیگا را در پیروزی ۳ بر صفر مقابل باشگاه فوتبال رایو وایکانو انجام داد و به‌عنوان بازیکن تعویضی جانشین فرناندو شد.